# جواكينو روسيني
جواكـّينو روسـّيني (بالإيطالية: Gioachino Antonio Rossini)‏ (مواليد بيزارو 1792 - توفي بباريس 1868) هو مؤلف موسيقي إيطالي.
كتب العديد من المؤلفات الأوبرالية: السيدة الإيطالية في الجزائر (L'italiana in Algeri) (1813)؛ حلاق إشبيلية؛ عُطيل (1816 م)؛ الكونت أوري (1828 م)؛ ويليام تل (1829 م)؛ «ستابات ماتر». كان له حس فريد في اختبار من الدراسات النفسية والتشخيصات المختلفة بين الأطباء حالة الموسيقار روسيني ففي سن السابعة والثلاثون كان قد أنهى 36 أوبرا. بالمجمل ألف 39 أوبرا ولُقب ب (موزارت الإيطالي).
تم تشخيصه بمرض الاضطراب الوجداني ثنائي القطب ودخل في حالة اكتئاب شديدة بعد وفاة والدته وقرر العودة لباريس للبقاء مع والده.
و في عام 1832 تقاعد. عاد للتأليف عام 1841 وتقاعد مجددا ولم يؤلف حتى وفاته في 1868. توفي عن عمر يناهز 76.

## حياته
الحياة الأوبرالية الإيطالية خلال النصف الأول من القرن التاسع عشر سيطر عليها رجل واحد – وهو جياتشينو روسيني. بين الأوبرتين «ديمتريو وبليبيو» و«جويام تيل» كتب نحو 40 أوبرا، متخذا أول خطوات حاسمة نحو ترسيخ الدراما الموسيقية الإيطالية. دونيزيتي وبليني عملا في ظله وفقط حين بلغ فيردي مرحلة النضج الفني في أواخر 1850 أن حل محل روسيني في مركز الحياة الأوبرالية الإيطالية. أثره على تطور الأوبرا كان واسعا: كان مثلا أول من يستغنى عن الرسيتاتيف دون مصاحبة، بالتالي جعل الأوبرا نسيج موسيقي مستمر، وكان أول من كتب كل الزخارف لمطربيه دون ترك شيء للصدفة. لكن المفتاح لنجاحه كان التنغيم في موسيقاه، وهي صفة لم يبذل جهدا في كتابتها – قال ذات مرة «أعطني قائمة تسوق وسألحنها».
مع ذلك لم يكن امتداح روسيني عالميا، كان برليوز يتحدث عن الكثير من غير الإيطاليين حين ثار ضد أعمال روسيني: ”سخرية روسيني اللحنية وازدراءه للتعبير الدرامي وإحساسه الجيد، تكراره اللانهائي لشكل واحد من الكادنزة والكريشندو الخالد والطبل الباص الوحشي استفزني لدرجة أني أصبحت لا أرى الصفات اللامعة لعبقريته، حتى في رائعته حلاق إشبيلية رغم كتابتها الأنيقة". حيث قام بعمل استثناء للشهرة الخالدة لحلاق إشبيلية رأى برليوز أصبح شائعا بتزايد، فأوبرات روسيني تبدو حقا بسيطة بعد فاجنر أو ريتشارد شتراوس. مع ذلك، هذه البساطة جزء من قوة روسيني. يوجد مباشرة في عمله مفقود لدى سابقيه الإيطاليين ومعاصريه، الذين تبدو حبكتهم عالقة بسخف إلى جانب حبكة أعمال روسيني، وشخصياتهم تبدو غير حية بالمقارنة بشخصياته.
ولد روسيني لأب يعمل عازف ترومبت ومطرب. بعد بعض الوقت من بلوغه الثامنة كتب أول أوبرا له وأول تكليف له جاء قبل بلوغه سن 18. عام 1812 كان لديه عمل عرض في لاسكالا وهو أكثر دار أوبرا محترم في إيطاليا، وفي العام التالي ثبتت «تانكريدي» و«إيطالية في الجزائر» اسمه خارج إيطاليا. قبل وقت طويل تعين مديرا موسيقيا لدور أوبرا نابولي وكان ينتج كما طائلا للموسيقى لهم، بما في ذلك عطيل.
عام 1822 تزوج وسرعان ما زار فيينا حيث التقى مع بيتهوفن. بعد عامين في سن 32 انتقل لباريس حيث كتب ملحمة جويام تيل. سواء أكان من الشكوك بشأن قدراته أو الإرهاق لم يؤلف المزيد من الأوبرا. كتب «الستابات ماتر» الرابع لكن مع كل شهرة العمل لم يلهم روسيني بالعودة للتأليف بدوام كامل. ربما مع نجاح فيردي ومحاولات فاجنر اعتبر نفسه غير قادر على إنتاج أي أوبرا جديدة جديرة باسمه وسمعته.

## روابط خارجية
- جواكينو روسيني على موقع IMDb (الإنجليزية)
- جواكينو روسيني على موقع الموسوعة البريطانية (الإنجليزية)
- جواكينو روسيني على موقع ميوزك برينز (الإنجليزية)
- جواكينو روسيني على موقع قاعدة بيانات برودواي على الإنترنت (الإنجليزية)
- جواكينو روسيني على موقع قاعدة بيانات برودواي على الإنترنت (الإنجليزية)
- جواكينو روسيني على موقع قاعدة بيانات الأفلام السويدية (السويدية)
- جواكينو روسيني على موقع إن إن دي بي (الإنجليزية)
- جواكينو روسيني على موقع أول ميوزيك (الإنجليزية)
- جواكينو روسيني على موقع ديسكوغز (الإنجليزية)